# Championnats du monde de gymnastique artistique 1997
Navigation
Édition précédente Édition suivante
Les 33e championnats du monde de gymnastique artistique ont eu lieu à Lausanne en Suisse du 31 août au 7 septembre 1997.

## Résultats hommes

### Concours par équipes
| 1st | Chine Jian Shen Xiaopeng Li Huang Xu Yu-Fu Lu Junfeng Xiao Zhang Jinjing                                         | 226.117 |
| 2nd | Biélorussie Ivan Ivankov Vitali Rudnitski Dimitri Kaspiarovich Alexander Shostak Ivan Pavlovski Alexei Sinkevich | 221.568 |
| 3rd | Russie Dmitri Vasilenko Alexei Bondarenko Alexei Voropaev Alexei Nemov Evgeni Ghukov Nikolai Kryukov             | 220.682 |

### Concours général individuel
| Rang               | Gymnaste                | Sol   | Cheval d'arçon | Anneaux | Saut  | Barres parallèles | Barre fixe | Total  |
| ------------------ | ----------------------- | ----- | -------------- | ------- | ----- | ----------------- | ---------- | ------ |
| Médaille d'or      | Ivan Ivankov (BLR)      | 9.362 | 9.100          | 9.625   | 9.575 | 9.700             | 9.525      | 56.887 |
| Médaille d'argent  | Alexei Bondarenko (RUS) | 9.462 | 9.437          | 9.025   | 9.737 | 9.375             | 9.025      | 56.061 |
| Médaille de bronze | Naoya Tsukahara (JPN)   | 9.187 | 9.437          | 9.162   | 9.600 | 9.425             | 9.212      | 56.023 |
| 4                  | ????? (???)             |       |                |         |       |                   |            |        |
| 5                  | ????? (???)             |       |                |         |       |                   |            |        |
| 6                  | ????? (???)             |       |                |         |       |                   |            |        |
| 7                  | ????? (???)             |       |                |         |       |                   |            |        |
| 8                  | ????? (???)             |       |                |         |       |                   |            |        |
| 9                  | ????? (???)             |       |                |         |       |                   |            |        |
| 10                 | ????? (???)             |       |                |         |       |                   |            |        |
| 11                 | ????? (???)             |       |                |         |       |                   |            |        |
| 12                 | ????? (???)             |       |                |         |       |                   |            |        |
| 13                 | ????? (???)             |       |                |         |       |                   |            |        |
| 14                 | ????? (???)             |       |                |         |       |                   |            |        |
| 15                 | ????? (???)             |       |                |         |       |                   |            |        |
| 16                 | ????? (???)             |       |                |         |       |                   |            |        |
| 17                 | ????? (???)             |       |                |         |       |                   |            |        |
| 18                 | ????? (???)             |       |                |         |       |                   |            |        |
| 19                 | ????? (???)             |       |                |         |       |                   |            |        |
| 20                 | ????? (???)             |       |                |         |       |                   |            |        |
| 21                 | ????? (???)             |       |                |         |       |                   |            |        |
| 22                 | ????? (???)             |       |                |         |       |                   |            |        |
| 23                 | ????? (???)             |       |                |         |       |                   |            |        |
| 24                 | ????? (???)             |       |                |         |       |                   |            |        |
| 24                 | ????? (???)             |       |                |         |       |                   |            |        |
| 26                 | ????? (???)             |       |                |         |       |                   |            |        |
| 27                 | ????? (???)             |       |                |         |       |                   |            |        |
| 28                 | ????? (???)             |       |                |         |       |                   |            |        |
| 29                 | ????? (???)             |       |                |         |       |                   |            |        |
| 30                 | ????? (???)             |       |                |         |       |                   |            |        |
| 31                 | ????? (???)             |       |                |         |       |                   |            |        |
| 32                 | ????? (???)             |       |                |         |       |                   |            |        |
| 33                 | ????? (???)             |       |                |         |       |                   |            |        |
| 34                 | ????? (???)             |       |                |         |       |                   |            |        |
| 35                 | ????? (???)             |       |                |         |       |                   |            |        |

### Finales par engins

#### Sol
| Rang               | Gymnaste                 | Points |
| ------------------ | ------------------------ | ------ |
| Médaille d'or      | Alexei Nemov (RUS)       | 9.625  |
| Médaille d'argent  | Dmitri Karbanenko (FRA)  | 9.550  |
| Médaille de bronze | Li Xiaopeng (CHN)        | 9.537  |
| 4                  | Yevgeny Zhukov (RUS)     | 9.412  |
| 5                  | Valery Pereshkura (UKR)  | 9.275  |
| 6                  | Vitaly Rudnitski (BLR)   | 9.262  |
| 7                  | Gervasio Deferr (ESP)    | 8.887  |
| 8                  | Sergei Fedorchenko (KAZ) | 8.625  |

#### Cheval d'arçon
| Rang               | Gymnaste                | Points |
| ------------------ | ----------------------- | ------ |
| Médaille d'or      | Valery Belenky (GER)    | 9.700* |
| Médaille d'argent  | Eric Poujade (FRA)      | 9.700* |
| Médaille de bronze | Pae Gil Su (PRK)        | 9.700* |
| 4                  | JinJing Zhang (CHN)     | 9.662  |
| 5                  | Nikolay Kryukov (RUS)   | 9.612  |
| 6                  | Zoltan Supola (HUN)     | 9.600  |
| 7                  | Adrian Ianculescu (ROU) | 9.487  |
| 8                  | Marius Urzica (ROU)     | 9.112  |

- en cas d'égalité, les résultats obtenus aux qualifications font office de classement.

#### Anneaux
| Rang               | Gymnaste                   | Points |
| ------------------ | -------------------------- | ------ |
| Médaille d'or      | Yuri Chechi (ITA)          | 9.775  |
| Médaille d'argent  | Szilveszter Csollany (HUN) | 9.687  |
| Médaille de bronze | Ivan Ivankov (BLR)         | 9.662  |
| 4                  | Valery Belenky (GER)       | 9.587  |
| 5                  | Roberto Galli (ITA)        | 9.575  |
| 6                  | Dimosthénis Tampákos (GRE) | 9.562  |
| 7                  | Alexei Demyanov (CRO)      | 9.537  |
| 8                  | Yoshiro Saito (JPN)        | 9.500  |

#### Saut
| Rang               | Gymnaste                   | Points |
| ------------------ | -------------------------- | ------ |
| Médaille d'or      | Sergei Fedorchenko (KAZ)   | 9.581  |
| Médaille d'argent  | Nikolai Kryukov (RUS)      | 9.556  |
| Médaille de bronze | Adrian Ianculescu (ROU)    | 9.437  |
| 4                  | Junfeng Xiao (CHN)         | 9.325  |
| 5                  | Alexei Bondarenko (RUS)    | 9.218  |
| 6                  | Roman Zozulya (UKR)        | 8.999  |
| 7                  | Valeriy Honcharov (UKR)    | 8.981  |
| 8                  | Vladimir Kasperovich (BLR) | 8.956  |

#### Barres parallèles
| Rang               | Gymnaste                | Points |
| ------------------ | ----------------------- | ------ |
| Médaille d'or      | Zhang Jinjing (CHN)     | 9.775  |
| Médaille d'argent  | Li Xiaopeng (CHN)       | 9.737  |
| Médaille de bronze | Naoya Tsukahara (JPN)   | 9.562  |
| 4                  | Sergei Kharkov (GER)    | 9.500  |
| 5                  | Mitja Petkovsek (SVN)   | 9.487  |
| 6                  | Ivan Ivankov (BLR)      | 9.450  |
| 7                  | Jesus Carballo (ESP)    | 9.325  |
| 8                  | Alexander Shostak (BLR) | 9.262  |

#### Barre fixe
| Rang               | Gymnaste                 | Points |
| ------------------ | ------------------------ | ------ |
| Médaille d'or      | Jani Tanskanen (FIN)     | 9.700  |
| Médaille d'argent  | Jesus Carballo (ESP)     | 9.675  |
| Médaille de bronze | Oleksandr Beresh (UKR)   | 9.625  |
| 4                  | Yevgeny Zhukov (RUS)     | 9.562  |
| 5                  | Yoshiaki Hatakeda (JPN)  | 9.312  |
| 6                  | Sergei Fedorchenko (KAZ) | 8.850  |
| 7                  | Ivan Ivankov (BLR)       | 8.762  |
| 8                  | Marius Urzica (ROU)      | 8.750  |

## Résultats femmes

### Concours général par équipe
| 1st | Roumanie Simona Amânar Gina Gogean Alexandra Marinescu Claudia Presăcan Mirela Țugurlan Corina Ungureanu       | 153.720 |
| 2nd | Russie Svetlana Bakhtina Elena Dolgopolova Elena Grosheva Svetlana Khorkina Evgenia Kuznetsova Elena Produnova | 153.197 |
| 3rd | Chine Bi Wenjing Kui Yuanyuan Liu Xuan Meng Fei Mo Huilan Zhou Duan                                            | 152.001 |

### Concours général individuel
| 1st | Svetlana Khorkina (RUS) | 38.636 |
| 2nd | Simona Amânar (ROU)     | 38.587 |
| 3rd | Elena Produnova (RUS)   | 38.549 |

### Finales par engin

#### Saut
| 1st | Simona Amânar (ROU) | 9.712 |
| 2nd | Zhou Duan (CHN)     | 9.606 |
| 3rd | Gina Gogean (ROU)   | 9.600 |

#### Barres asymétriques
| 1st | Svetlana Khorkina (RUS) | 9.875 |
| 2nd | Meng Fei (CHN)          | 9.800 |
| 3rd | Bi Wenjing (CHN)        | 9.787 |

#### Poutre
| 1st | Gina Gogean (ROU)       | 9.800 |
| 2nd | Svetlana Khorkina (RUS) | 9.787 |
| 3rd | Kui Yuanyuan (CHN)      | 9.787 |

#### Sol
| 1st | Gina Gogean (ROU)       | 9.800 |
| 2nd | Svetlana Khorkina (RUS) | 9.800 |
| 3rd | Elena Produnova (RUS)   | 9.775 |